# Радојко Обрадовић
Радојко Обрадовић (рођен 27. јуна 1966. године) био је потпредседник Скупштине Србије из редова коалиције Демократска странка Србије-Нова Србија. На ову функцију изабран је 8. маја 2007. године.